# Bonaventura Morone
Bonaventura Morone O.F.M, al secolo Cataldo Morone, (Taranto, 1557 – Taranto, 1621) è stato un teologo e letterato italiano.
Nato a Taranto nel 1557 da Marco e Francesca De Cesarina, venne battezzato con il nome di Cataldo Antonio.
Si laureò in Teologia a Napoli e divenne sacerdote. Nel 1585 scrisse il libro Epitome doctrinae christianae graecae e nello stesso anno partecipò al concilio provinciale indetto dall'arcivescovo Lelio Brancaccio.
Diventò lettore e poi rettore del Seminario di Taranto fino al 1602 per diventare frate francescano con il nome di Bonaventura.
Fece il noviziato a Lecce e Gravina di Puglia. Nel 1605 divenne frate e custode dei riformati a Martina Franca e Lecce.
Successivamente si trasferì a Roma: nella capitale insegnò greco e teologia dogmatica nel Convento di Santa Maria in Aracoeli. Famose divennero le sue dispute teologiche con un rabbino che convertì e battezzò.
La sua fama lo fece entrare nella cerchia dei filobarberini divenendo amico dei cardinali Roberto Bellarmino, Cesare Baronio e Maffeo Barberini, il futuro Papa Urbano VIII, a cui insegnò il greco.
Compose il Mortorio di Cristo (1611), sei libri della Cataldiade (1614) in esametri latini, due drammi sacri La Giustina e L'Irene .
Nel 1619 ritornò a Taranto dove compose le Rime Sacre. Morì nel 1621.

## Opere
- Rime Sacre 1619
- Il Mortorio di Christo 1
- L'Irene
- La Giustina 2
- Cataldiade